# Nossa Senhora da Tourega
Nossa Senhora da Tourega (tot 2003 Nossa Senhora da Torega) is een plaats (freguesia) in de Portugese gemeente Évora.  Het gemeentebestuur bevindt zich in Valverde.

## Geschiedenis
In 1864 heette de stad Ourega, wat in 1878 was veranderd in Tourega. In 2001 telde de stad 804 inwoners. In 2011 was dit opgelopen tot 1.151 inwoners.

## Bezienswaardigheden
- Anta Grande do Zambujeiro, een megalithisch monument, een van de grootste hunebedden van het Iberisch Schiereiland, gebouwd tussen 4000 en 3500 v.Chr.
- Almendres Cromlech, een megalithisch complex bestaande uit rechtopstaande menhirs.

## Galerij

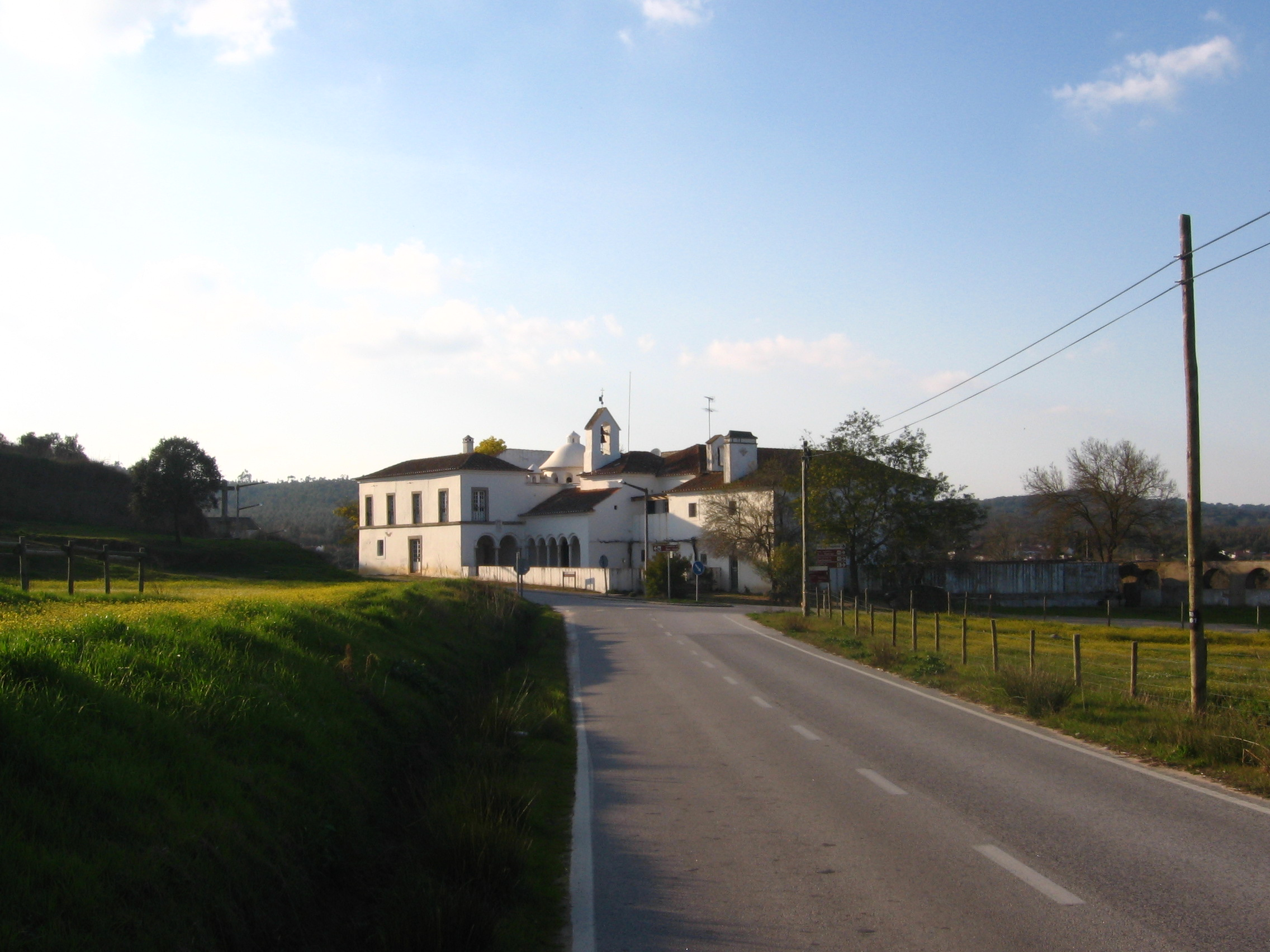
Klooster Valverde
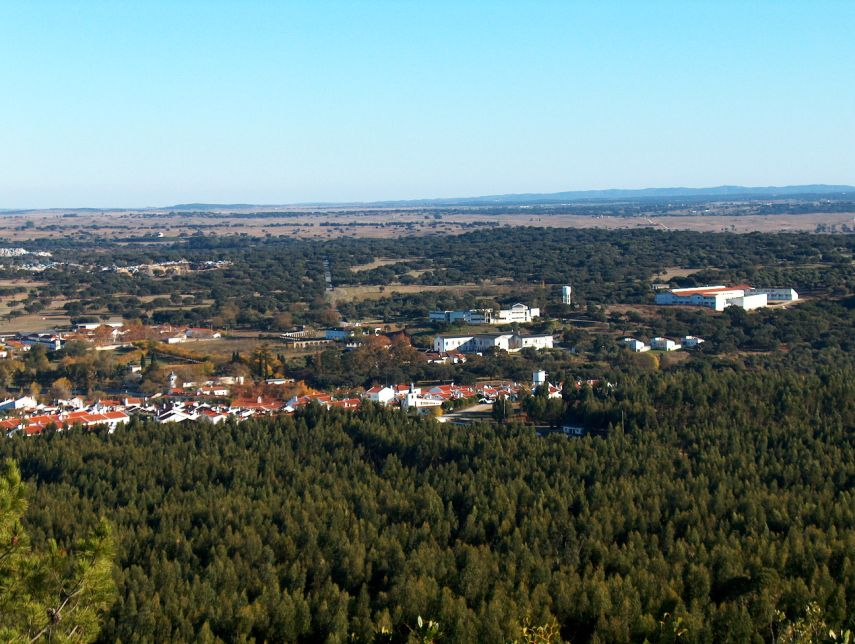
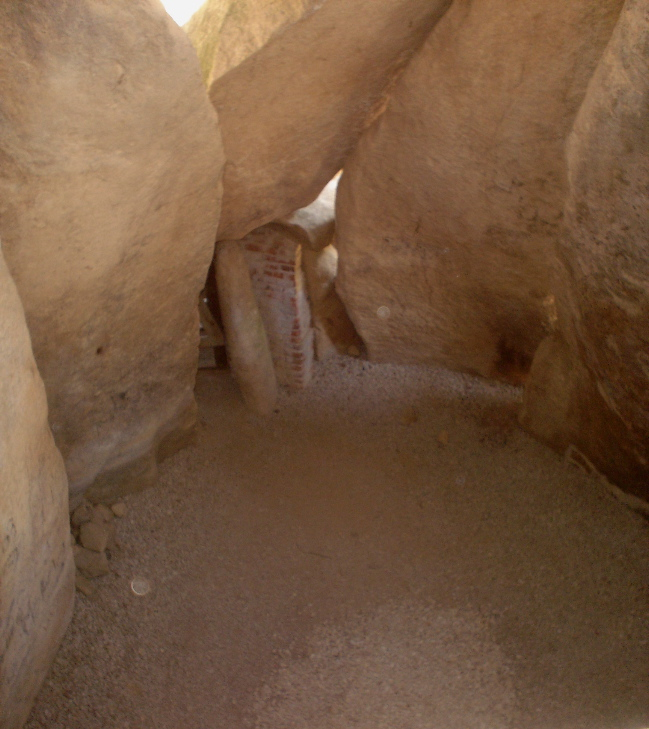
Hunebed
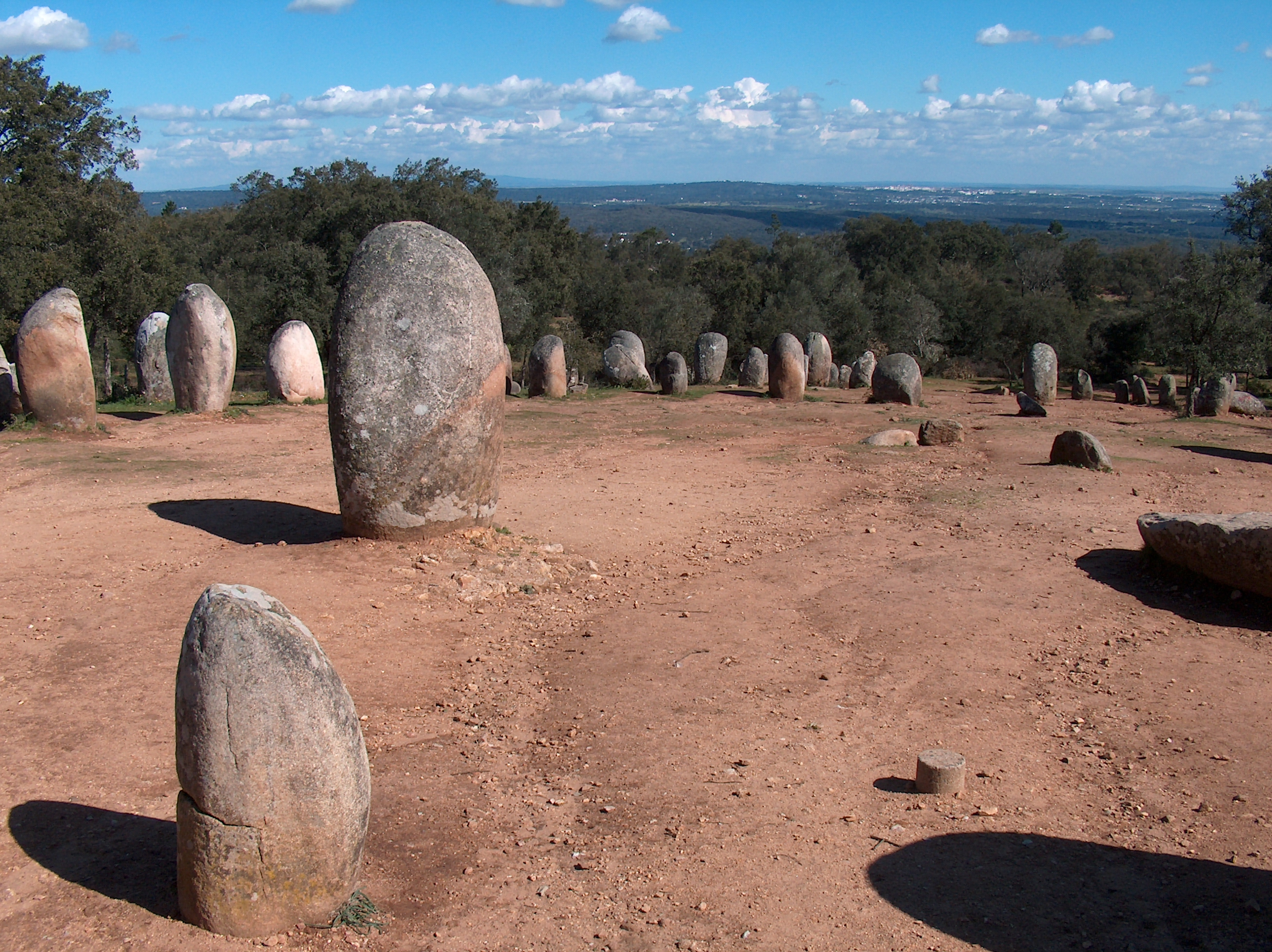
Almendres Cromlech